# Thèbe sous le Placos
Pour les articles homonymes, voir Thébé.
Thébé ou Thèbe sous le Placos (en grec ancien Θήβη Ὑποπλακίη / Thếbê Hupoplakíê) est une ville de Cilicie de Troade, située sur le golfe d'Adramyttion.
Thèbe sous le Placos a été fondée par Héraclès à l'époque de son sac de Troie, sous le règne de Laomédon, et son nom lui a été donné d'après sa patrie, Thèbes en Béotie.
Elle faisait partie du royaume d'Éétion. Les Grecs partis pour Troie la prirent et la pillèrent. Achille tua le roi et ses sept fils, venus défendre les possessions de leur père. Parfois simplement nommée Thèbe, son nom complet lui vient du nom du Placos, mont ou lieu-dit non identifié. 

## Sources antiques
- Homère, Iliade [détail des éditions] [lire en ligne], II, 691 (voir aussi dans l'édition de la Bibliothèque de la Pléiade, chant I, n. 1, p. 99 et 888).
- Strabon, Géographie [détail des éditions] [lire en ligne], XIII, 1, 61.